# هيرستال
هيرستال (النطق بالفرنسية: [ɛʁstal] ؛ والون: هيستا)، المعروفة سابقًا باسم هيريستال، هي مدينة وبلدية في والونيا تقع في مقاطعة لييج، بلجيكا. تقع على طول نهر الميز. تم تضمين هيرستال في تكتل «لياجالكبرى»، الذي يبلغ عدد سكانه حوالي 600000 نسمة.
تتكون البلدية من المقاطعات التالية: هيرستال، ليرس، ميلمورت و فوتيم.
وهناك مصنع كبير للأسلحة، هو إف إن هيرستال أو القوات الجديدة و أكبر منطقة صناعية في والوينا (هوت-سارت) تزود فرص توظيفية .

## التاريخ

### العصر الذهبي الميروفنجي والكارولينجي
جوار نهر الميز ووفرة الموارد المحلية المستوطنين في هذه المنطقة منذ الألفية الخامسة قبل الميلاد. في نهاية العصر الروماني وبداية العصر ميروفنجيون، أصبحت القرية معقلاً محصنًا. عبر الطريق الرئيسي الذي ربط تونغرين بآخن عبر نهر الميز هنا، حيث من المحتمل أن تنقل العبارة المسافرين إلى الجوبيل.
اسم هيرستال من أصل فرانكوني، يتكون من عناصرهاري ("الجيش") وستال ("مكان الراحة"،مقارنة "مستقل"). أول ذكر لهيرستال في الوثائق الاتينية 718± (تم تصحيح شيريستاليوس إلى تشاريستاليوس) و723 (هاراستاليوس) . أول الأحداث التي يحتمل أن تكون غير لاتينية هي هيرستال (1197).
بايبين من هيرستال (س أ 635-714)، عمدة القصر و الحاكم الفعلي لأوستراسيا ونيوستريا ومؤسس الأسرة التي أسست سلالة الحاكمة كارولنجيون ،ربما اختارهذا الموقع كمقر إقامته الرئيسي بسبب قربه من المدن الرئيسية في تونغرين، ماستريخت، ولياج. بايبين كان والد شارل مارتيل، المنتصر في معركة بلاط الشهداء التي اوقفت تقدم العرب المسلمين إلى شمال غرب أوروبا،و الجد الأكبر لشارلمان ، الذي يُفترض أيضًا أنه ولد في هيرستال. عاش شارلمان لمدة خمسة عشرعامًا على الأقل في هيرستال، لكنه أسس عاصمته لاحقًا في آخن،منهياً فترة مجد هيرستال في العصور الوسطى كعاصمة اللإمبراطورية.

### أواخر العصور الوسطى حتى الآن
تم دمج المدينة في دوقية لورين المنخفضة، التي أصبحت جزءًا من دوقية برابنت في نهاية القرن الثاني عشر.على الرغم من قربها من لياج، لم تصبح أراضي هيرستال جزءًا من أسقفية أمير لييج حتى عام1740، عندما اشتراها أمير الأسقف جورج لويس دي بيرجس من فريدرش العظيم الملك الثاني. بحلول ذلك الوقت، كانت المدينة معروفة بشكل أساسي بحرفييها القادرين: الخزافون، الحدادون، وصانعي الساعات.
في القرن 19، أصبحت هيرستال مدينة الفحم والصلب. ومع ذلك ، ستصبح مشهورة عالميا بفضل تأسيس إف إن هيرستال، وهو مصنع تسلح رئيسي ، في عام 1889. كما أنشأ الكثيرمن مصنعي دراجة ناريةأنفسهم في المدينة. في 7 أغسطس 1914 ، في بداية الحرب العالمية الأولى، أعدم الجيش ألمانيا الغازي 27 مدنيا ودمر 10 منازل في هيرستال.
بعد الحرب العالمية الثانية، شهدت الصناعات الثقيلة فترة طويلة من الأنخفاض، مما قلل بشكل كبير من عدد الوظائف في هذه المجالات. واليوم، ينتعش اقتصاد هيرستال مرة أخرى، مع تأسيس أكثر من 200 شركة على أراضيها، بما في ذلك شركة تك سبيس، التي تصنع أجزاء دقيقة لصاروخ آريان التابع وكالة الفضاء الأوروبية.

## سياسة
| رئيس البلدية | رئيس البلدية |
| ------------ | --- |
| عمدة         | فريديريك دايردين (PS) |
| النواب       | فرانكو يانيري (PS) </br> مارك هايكين (PS) </br> جان لوي لوفيفر (PS) </br> كريستيان لافيردير (PS) </br> ليون كامبستين (PS) </br> أندريه ناموت (EPH) </br> إيزابيل تومسين (PS) |

| حزب، حفلة | ٪       | الفارق. 2000 | مقعد | ديف 2000 | زعيم                     |
| --------- | ------- | ------------ | ---- | -------- | ------------------------ |
| ملاحظة    | 50،86   | -1،14        | 20   | -1       | ألبرت كريبان             |
| EPH (PSC) | 18،99   | +2،59        | 6    | +1       | نوربرت ويتجنز            |
| MR (PRL)  | 14 ، 14 | +3،24        | 4    | +1       | جينيفر موس               |
| PTB       | 9،38    | +2 ، 18      | 2    | 0        | نادية موسكوفو            |
| ايكولو    | 6،62    | -2،28        | 1    | -1       | آن ماري مونييه بالتازارت |

هيرستال معقل يساري/اشتراكي. كانت أيضًا أقوى منطقة لدعم حزب العمال اليساري المتطرف في بلجيكا في انتخابات 2019، حيث حصلت على 27.55٪ من الأصوات في هيرستال.

## مشاهد
- يُظهر متحف، يقع في مبنى عام 1664 نموذجي للمنطقة، العديد من القطع الأثرية في العصور ما قبل التاريخ واحضارة غالية رومانية، ومكان دفن الفرنجة، والعديد من العروض التي تعيد تتبع تاريخ سلالة بايبيد التي نشأت هنا. يحتوي المتحف أيضًا على مجموعة من المنتجات الصناعية المحلية، بما في ذلك عينات من أف إن.
- يضم برج بايبين قسمًا من الجدار يُعتقد أنه يخص قصر شارلمان.